# Râs el Oued
Râs el Oued är en ort i Algeriet.   Den ligger i provinsen Bordj Bou Arréridj, i den norra delen av landet, 200 km sydost om huvudstaden Alger. Râs el Oued ligger 1 102 meter över havet och antalet invånare är 56 726.
Terrängen runt Râs el Oued är platt åt nordost, men åt sydväst är den kuperad. Runt Râs el Oued är det ganska tätbefolkat, med 160 invånare per kvadratkilometer. Râs el Oued är det största samhället i trakten. Omgivningarna runt Râs el Oued är i huvudsak ett öppet busklandskap.